# 木曽大介
木曽 大介（きそ だいすけ、1978年1月24日 - ）は、日本のプロレスのレフェリー。

## 略歴
2008年、DDTに入社。
2010年6月3日新木場大会にて、中澤マイケル対入江茂弘でレフェリーデビュー。
以降、メインレフェリーの松井幸則と共にDDTの試合を裁く他、不定期でアイスリボン、スターダムなど他団体のレフェリーも任される。
2019年6月12日春日部ふれあいキューブ大会においてアイアンマンヘビーメタル級王座を戴冠、即日陥落。

## 人物
- DDT入社前は講師などの職歴があり、栄養士の資格も持つ。
- サンボで全日本選手権3位に入った実績を持ち、東京女子プロレスプレイベントで同じく経験者である木場千景とサンボエキシビションを披露した[3]。
- カウントの速さは裁く団体に応じ多少変えている。
- 広島東洋カープの大ファンでファンクラブにも入会していて各種プロレス関係者と高頻度で観戦にも行っている。
- Twitterでは高頻度でチェリーの日常をツイートしている。

## 出演

### テレビ
- 俺の家の話（2021年、TBSテレビ）- レフェリー（プロレス監修も担当）

### 映画
- 劇場版 東京女子プロレス 爆音セレナーデ（2015年12月19日、監督：嵐山みちる）[4]

### CM
- NTT Docomo U30ロング割『U30ロングプロレス』篇（2022年2月、NTTドコモ）レフェリー役[5]